# Валуєвський
Валу́євський (рос. Валуевский) — селище у складі Кушвинського міського округу Свердловської області.
Населення — 4 особи (2010, 33 у 2002).
Національний склад станом на 2002 рік: росіяни — 88 %.
Стара назва — Валуєвський рудник.